# Cent tretze
El nombre 113 (CXIII) és el nombre natural que segueix el nombre 112 i precedeix el nombre 114. La seva representació binària és 1110001, la representació octal 161 i l'hexadecimal 71.
És un nombre primer, concretament un primer de Sophie Germain.

## En altres dominis
- És el nombre atòmic del nihoni.[3]